# Каботегравір
Каботегравір (англ. Cabotegravir; міжнародна транскрипція CAB)  — синтетичний антиретровірусний препарат з групи інгібіторів перенесення ланцюга інтегрази. 

## Форми випуску
Каботегравір доступний у формі таблеток для прийому всередину та у вигляді внутрішньом'язових ін'єкцій.